# Аритметичка прогресија
У математици, аритметичка прогресија (АП) или аритметички низ је низ бројева таквих да је разлика између узастопних чланова константна. На пример, ред 5, 7, 9, 11, 13, 15 … је аритметичка прогресија са међусобном разликом 2.
Ако је почетни члан аритметичке прогресије {\displaystyle a_{1}} и међусобна разлика узастопних чланова d, онда је n-ти члан низа ({\displaystyle a_{n}}) дат формулом:
{\displaystyle \ a_{n}=a_{1}+(n-1)d,}
и генерално
{\displaystyle \ a_{n}=a_{m}+(n-m)d.}
Понашање аритметичке прогресије зависи од међусобне разлике d. Ако је међусобна разлика:
- Позитивна, чланови ће расти ка позитивној бесконачности.
- Негативни, чланови ће расти ка негативној бесконачности.

## Збир
Обрачун збира 2 + 5 + 8 + 11 + 14. Када је низ обрнут и додаје себи члан по члан, резултујући низ има једну поновљену вредност у себи, једнаку збиру првог и последњег броја (2 + 14 = 16). Тако је 16 × 5 = 80 дупли збир.
Збир чланова коначне аритметичке прогресије се зове аритметички низ. На пример, размотримо збир:
{\displaystyle 2+5+8+11+14}
Збир може бити брзо пронађен множењем броја n чланова који се додају (овде 5) збиром првог и последњег члана прогресије (овде 2 + 14 = 16), и дељењем 2:
{\displaystyle {\frac {n(a_{1}+a_{n})}{2}}}
У горњем случају, добијамо једначину:
{\displaystyle 2+5+8+11+14={\frac {5(2+14)}{2}}={\frac {5\times 16}{2}}=40.}
Формула ради за било које реалне бројеве {\displaystyle a_{1}} и {\displaystyle a_{n}}. На пример:
{\displaystyle \left(-{\frac {3}{2}}\right)+\left(-{\frac {1}{2}}\right)+{\frac {1}{2}}={\frac {3\left(-{\frac {3}{2}}+{\frac {1}{2}}\right)}{2}}=-{\frac {3}{2}}.}

### Извођење
За извођење формуле изнад, треба почети изражавањем аритметичког низа на два различита начина: 
{\displaystyle S_{n}=a_{1}+(a_{1}+d)+(a_{1}+2d)+\cdots +(a_{1}+(n-2)d)+(a_{1}+(n-1)d)}
{\displaystyle S_{n}=(a_{n}-(n-1)d)+(a_{n}-(n-2)d)+\cdots +(a_{n}-2d)+(a_{n}-d)+a_{n}.}
Додавање обе стране две једначине, све чланови који се односе на d поништити:
{\displaystyle \ 2S_{n}=n(a_{1}+a_{n}).}
Дељење обе стране 2 доводи до уобичајеног облика једначине:
{\displaystyle S_{n}={\frac {n}{2}}(a_{1}+a_{n}).}
Алтернативна форма резултата из поновног додавања замене: {\displaystyle a_{n}=a_{1}+(n-1)d}:
{\displaystyle S_{n}={\frac {n}{2}}[2a_{1}+(n-1)d].}
Додатно, главна вредност низа може бити израчуната помоћу: {\displaystyle S_{n}/n}:
{\displaystyle {\overline {n}}={\frac {a_{1}+a_{n}}{2}}.}
Године 499. АД Ариабата, истакнути математичар-астроном из класичног доба индијске математике и индијске астрономије, је дао овај метод у Ариабатији (одељак 2.18).

## Производ
Производ чланова коначне аритметичке прогресије са почетним чланом a1, међусобним разликама d, и n чланова укупно се одређује у затвореном изразу
{\displaystyle a_{1}a_{2}\cdots a_{n}=d{\frac {a_{1}}{d}}d({\frac {a_{1}}{d}}+1)d({\frac {a_{1}}{d}}+2)\cdots d({\frac {a_{1}}{d}}+n-1)=d^{n}{\left({\frac {a_{1}}{d}}\right)}^{\overline {n}}=d^{n}{\frac {\Gamma \left(a_{1}/d+n\right)}{\Gamma \left(a_{1}/d\right)}},}
где {\displaystyle x^{\overline {n}}} означава растуће факторијеле и {\displaystyle \Gamma } означава Гама функцију. (Приметимо да формула није валидна када је {\displaystyle a_{1}/d} i+негативан цео број или нула.)
Ово је генералисана форма чињенице да је производ прогресије {\displaystyle 1\times 2\times \cdots \times n} дат факторијелом {\displaystyle n!} што производи 
{\displaystyle m\times (m+1)\times (m+2)\times \cdots \times (n-2)\times (n-1)\times n\,\!}
за позитивне целе бројеве {\displaystyle m} и {\displaystyle n} и дат је формулом
{\displaystyle {\frac {n!}{(m-1)!}}.}
Узимајући пример одозго, производ чланова аритметичке прогресије дат као  an = 3 + (n-1)(5) до 50. члана је
{\displaystyle P_{50}=5^{50}\cdot {\frac {\Gamma \left(3/5+50\right)}{\Gamma \left(3/5\right)}}\approx 3.78438\times 10^{98}.}

## Стандардна девијација
Стандардна девијација било које формуле аритметичке прогресије се може израчунати преко формуле:
{\displaystyle \sigma =|d|{\sqrt {\frac {(n-1)(n+1)}{12}}}}
где је {\displaystyle n} број чланова у прогресији, а {\displaystyle d} је међусобна разлика између чланова

## Пресек
Пресек било које две дупле бесконачне аритметичке прогресије је или празан или друга аритметичка прогресија, која се може пронаћи коришћењем теореме кинески подсетник. Ако сваке две прогресије у породици или дупле аритметичке прогресије имају не-празан пресек, онда постоји број заједнички за све њих; то је бесконачна аритметичка прогресија из Хели породице. Међутим, пресек бесконачно много бесконачних аритметичких прогресија може бити један број, пре него сама бесконачна прогресија.

## Формуле на длану
Ако је
{\displaystyle a_{1}} први члан аритметичке прогресије.
{\displaystyle a_{n}} n-ти члан аритметичке прогресије.
{\displaystyle d} разлика између чланова аритметичке прогресије.
{\displaystyle n} број чланова аритметичке прогресије.
{\displaystyle S_{n}} збир n чланова аритметичке прогресије.
{\displaystyle {\overline {n}}} средња вредност аритметичког низа.
онда је
1. {\displaystyle \ a_{n}=a_{1}+(n-1)d,}
2. {\displaystyle \ a_{n}=a_{m}+(n-m)d.}
3. {\displaystyle S_{n}={\frac {n}{2}}[2a_{1}+(n-1)d].}
4. {\displaystyle S_{n}={\frac {n(a_{1}+a_{n})}{2}}}
5. {\displaystyle {\overline {n}}} = {\displaystyle S_{n}/n}
6. {\displaystyle {\overline {n}}={\frac {a_{1}+a_{n}}{2}}.}